# Jens Lehmann (Informatiker)

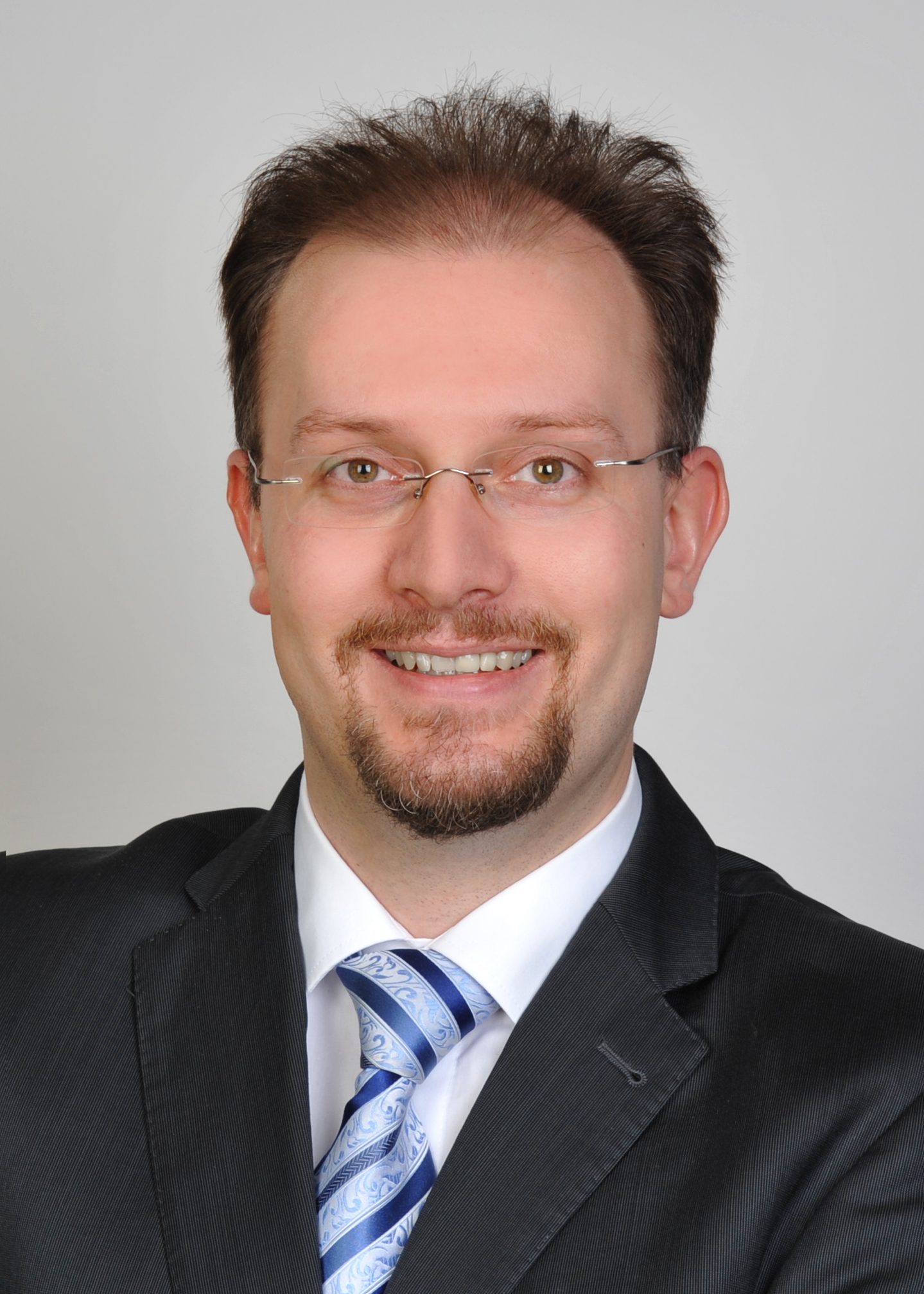
Jens Lehmann

Jens Lehmann (* 29. März 1982 in Meißen) ist ein deutscher Informatiker, vor allem bekannt für seine Arbeit im Bereich Künstlicher Intelligenz, insbesondere Wissensgraphen und maschinellem Lernen. Er ist seit 2022 Principal Scientist bei Amazon und Honorarprofessor an der Technischen Universität Dresden. Bei Amazon gehört er der Gruppe Artificial General Intelligence (AGI) an.

## Forschungsaktivitäten
Jens Lehmann beschäftigt sich in seiner Forschung hauptsächlich damit intelligente Systeme durch eine Kombination von wissensgetriebenen und datengetriebenen Ansätzen zu erschaffen. Im Jahr 2007 war er Mitbegründer des DBpedia-Wissensgraphen-Projekts und ist (Stand 2021) weiterhin Teil des DBpedia Boards. Er hat an der Erstellung zahlreicher weiterer Wissensgraphen, z. B. LinkedGeoData, mitgewirkt. Weiterhin untersucht er Repräsentationslernansätze für Wissensgraphen und deren Anwendung in nachgelagerten maschinellen Lernaufgaben. Er arbeitet auch an symbolischer künstlicher Intelligenz, insbesondere zum Lernen von Konzepten in Beschreibungslogiken (DLs) [5] beziehungsweise OWL-Klassenausdrücken.
Im Bereich Question Answering entwickelt er Ansätze zur automatischen Beantwortung von natürlichsprachlichen Fragen mit Hilfe von Wissensgraphen. Neben der Beantwortung einzelner Fragen setzt er auch komplette Dialogsysteme um. Jüngste Projekte sind ein auf der Hannover Messe 2019 präsentierter Demonstrator in einer Kooperation zwischen dem Fraunhofer-Exzellenzcluster Kognitive Internet-Technologien, Volkswagen und dem Fraunhofer-Institut für Integrierte Schaltungen IIS, und das Projekt SPEAKER zu einer KI-Plattform für Business-to-Business-Sprachassistenten.

## Ausbildung und Karriere
Jens Lehmann schloss sein Studium der Informatik an der Technischen Universität Dresden und der University of Bristol im Jahr 2006 mit dem Master of Science ab. Anschließend promovierte er 2010 an der Universität Leipzig zum Dr. rer. nat mit der Note summa cum laude und war Forschungsgast an der Universität Oxford. Im Jahr 2013 wurde er Leiter der Forschungsgruppe Agile Knowledge Engineering und Semantic Web (AKSW) an der Universität Leipzig. Im Anschluss wurde er 2015 als Professor an die Universität Bonn und das Fraunhofer-Institut für Intelligente Analyse- und Informationssysteme (IAIS) berufen. Im Jahr 2019 gründete er das Fraunhofer IAIS Dresden Lab mit dem Schwerpunkt Conversational Artificial Intelligence. Im gleichen Rahmen startete er zusammen mit Frank Fitzek und weiteren Kollegen das Center for Explainable and Efficient AI Technologies CEE AI, eine Kooperation zwischen der Fraunhofer-Gesellschaft und der Technischen Universität Dresden. Im Jahr 2022 wechselte er zu Amazon.

## Auszeichnungen
Der Einfluss seiner Forschung wurde von der Community auf verschiedene Weise ausgezeichnet. Er erhielt auf der International Semantic Web Conference den 10 Year SWSA Award für seine Arbeit an DBpedia zusammen mit anderen Mitbegründern. Weiterhin erhielt er den Semantic Web Journal Outstanding Paper Award, ESWC 7-Year Most Influential Paper Award, Outstanding Paper Award Winner bei den Literati Network Awards for Excellence 2013, den ISWC 2011 Best Research Paper Award und den Journal of Web Semantics Most Cited Paper Award 2006-2010.  Im Jahr 2020 wurde Jens Lehmann in Deutschland mit einer lobenden Erwähnung als einer der 10 einflussreichsten Forscher im Bereich Knowledge Engineering des letzten Jahrzehnts ausgezeichnet. Er wurde 2020 als Fellow des European Laboratory for Learning and Intelligent Systems (ELLIS) ausgewählt.